# Бурхановский, Фёдор Васильевич
Бурхановский Фёдор Васильевич (около 1780-после 1841) — офицер Российского императорского флота, Георгиевский кавалер за беспорочную выслугу 25 лет в офицерских чинах, управляющий канцелярии Управления делами херсонского порта, подполковник по адмиралтейству.

## Биография
Фёдор Васильевич Бурхановский 3-й происходил из дворян Херсонской губернии. В 1791 году, вместе со старшими братьями Владимиром Бурхановским 1-м и Иваном Бурхановским 2-м, был определён в Черноморский Морской шляхетский корпус в Херсоне. 1 мая 1794 года произведён в гардемарины. В 1794—1795 годах проходил корабельную практику на кораблях Черноморского флота, плавал в Азовском и Чёрном морях. 1 января 1796 года, после окончания корпуса, произведён в мичманы.
В 1796—1799 годах плавал на различных кораблях в Азовском и Чёрном морях. В 1800—1801 годах находился при постройке канонерских лодок на Херсонской верфи. С 1802 года — в плаваниях в Чёрном море. 10 марта 1804 года произведён в лейтенанты.
В 1805 году на борту 74-пушечного линейного корабля «Святой Михаил» направлен с войсками из Севастополя на остров Корфу, где назначен на 60-пушечный фрегат «Грегорий Великия Армения», а затем на 66-пушечный линейный корабль «Азия».
В апреле-мае 1807 года на корабле «Азия» вместе с фрегатом «Легкий» ходил в Лепантский залив (сейчас Коринфский залив) для поиска турецких судов, где 5 мая у острова Зантеони захватили корсарское судно. 9 мая — участвовали в бомбардировке крепости Патрас, а затем вернулись в Корфу. В ноябре 1807 года участвовал в сопровождении транспортов с войсками в Анкону. 3 декабря возвратился на Корфу, 28 декабря в составе отряда капитана 1-го ранга И. О. Салтанова прибыл из Корфу в Триест, где участвовал в передаче русских кораблей французскому правительству по Высочайшему повелению, принимал участие в разоружении линкора «Азия». 20 октября 1809 года вместе с экипажем переданного французам корабля, переведён в береговые казармы. 1 марта 1810 года произведён в капитан-лейтенанты. 24 марта 1810 года, выступил из Триеста и через Австрию сухопутным путем прибыл в Николаев.
В 1810—1813 годах плавал в Чёрном море. В 1814—1817 годах находился при николаевском порте и доставлял из Тулы рекрутов для флота. В 1818 году был в кампании на николаевском рейде. В 1819 году командовал херсонской брандвахтой. С 1820 года служил при херсонском порте. 16 декабря 1821 года капитан-лейтенант Бурхановский 3-й «за беспорочную выслугу 25 лет в офицерских чинах» награжден орденом Святого Георгия 4-го класса (орден № 3602 вручен 4 февраля 1822 года).
29 октября 1823 года переведён в состав ластовых экипажей и исключён из флотского списка. В 1833—1841 годах подполковник по адмиралтейству Бурхановский был управляющим канцелярии Управления делами херсонского порта.